# Вулиця Сажина
Ву́лиця Са́жина — вулиця в Подільському районі міста Києва, місцевості Кинь-Ґрусть, Селище Шевченка. Пролягає від вулиці Сошенка до Луцької вулиці. 
Прилучається Пуща-Водицький провулок.

## Історія
Вулиця виникла в середині XX століття під назвою 893-тя Нова. 1953 року набула назву Батайський провулок. Сучасна назва на честь Михайла Сажина, російського художника, друга Тараса Шевченка — з 1962 року.